# Baars (Apenburg-Winterfeld)
Baars ist ein Ortsteil des Fleckens Apenburg-Winterfeld im Altmarkkreis Salzwedel in Sachsen-Anhalt (Deutschland).

## Geographie
Baars, ein Straßendorf mit Kirche, liegt nördlich von Winterfeld, zehn Kilometer südwestlich der Kreisstadt Salzwedel in der Altmark. Im Norden fließt der Sallenthiner Graben, im Süden der Baarser Mühlengraben. Beide münden südwestlich des Ortes in das Flüsschen Purnitz.
Nachbarorte sind Saalfeld im Nordwesten, Quadendambeck im Norden, Sallenthin im Osten, Winterfeld im Südosten und Recklingen im Süden.

## Geschichte

### Mittelalter bis Neuzeit
Im Jahre 1311 wurde Thidericus Bars im Halberstädtischen Lehnsregister erwähnt.
Die erste urkundliche Erwähnung von Baars stammt aus dem Jahre 1364 als in villa Baarss. Im Landbuch der Mark Brandenburg von 1375 wird das Dorf als Barst aufgeführt, die von Knesebeck und das Kloster Dambeck hatten hier Einkünfte. Weitere Nennungen sind 1541 Barse, 1687 Barsz und 1804 Baars, Dorf mit Lehnschulze und Wassermühle.
Südwestlich des Ortes lag am Baarser Mühlengraben eine Wassermühle, Baarser Mühle oder Hankensmühle genannt. Bereits im Gemeindelexikon 1931 wird die Mühle nicht mehr aufgeführt.
Bei der Bodenreform wurden 1945 ermittelt: 15 Besitzungen unter 100 Hektar hatten zusammen 358 Hektar, eine Kirchenbesitzung hatte 3 Hektar, die Gemeinde 3 Hektar Land. Im Jahre 1955 entstand die erste Landwirtschaftliche Produktionsgenossenschaft vom Typ III, die LPG „Freier Bauer“. Im Jahre 1986 wird eine Sauenanlage Baars der LPG „Fortschritt“ aufgeführt.

### Herkunft des Ortsnamens
Heinrich Sültmann gibt, ausgehend von 1375 Barst zwei Deutungen des Namens an. Wilhelm Zahn hält den Namen für deutsch, was Sültmann für fraglich hält. Für diese Ableitung kämen in Betracht: „barz, borzen“ für „Gebüsch, Gelände mit Baumstümpfen“ oder „bersten, barsten brechen“ übersetzt als „Bruch“ oder „Windbruchstelle“.  Die Wenden nannten den Waldbienenstock „barz, baarz, bartse, bartsch“.

### Eingemeindungen
Ursprünglich gehörte das Dorf zum Arendseeischen Kreis der Mark Brandenburg in der Altmark. Von 1807 bis 1813 lag es im Kanton Groß Apenburg auf dem Territorium des napoleonischen Königreichs Westphalen. Nach weiteren Änderungen kam die Gemeinde 1816 zum Kreis Salzwedel, dem späteren Landkreis Salzwedel.
Am 25. Juli 1952 kam die Gemeinde Baars in den Kreis Kalbe (Milde). Am 1. August 1973 wurde die Gemeinde Baars in die Gemeinde Winterfeld eingemeindet. Am 1. Juli 2009 kam der Ortsteil Baars zum neu gegründeten Flecken Apenburg-Winterfeld, da an dem Tag die Gemeinde Altensalzwedel, der Flecken Apenburg und die Gemeinde Winterfeld zum Flecken Apenburg-Winterfeld zusammengelegt wurden.

### Einwohnerentwicklung
| Jahr | Einwohner |
| ---- | --------- |
| 1734 | 075       |
| 1774 | 063       |
| 1781 | 076       |
| 1801 | 074       |
| 1818 | 059       |
| 1840 | 122       |

| Jahr | Einwohner |
| ---- | --------- |
| 1864 | 116       |
| 1871 | 107       |
| 1885 | 095       |
| 1892 | [0]140    |
| 1900 | [0]148    |
| 1905 | 130       |

| Jahr | Einwohner |
| ---- | --------- |
| 1910 | [0]121    |
| 1925 | 107       |
| 1939 | 098       |
| 1946 | 169       |
| 1964 | 191       |
| 1971 | 162       |

| Jahr | Einwohner |
| ---- | --------- |
| 2015 | [00]63    |
| 2018 | [00]56    |
| 2020 | [00]57    |
| 2021 | [00]54    |
| 2022 | [00]61    |
| 2023 | [0]59     |

Quelle, wenn nicht angegeben, bis 1971:

## Religionen
Die evangelische Kirchengemeinde Baars, die früher zur Pfarrei Winterfeld gehörte, wird jetzt betreut vom Pfarrbereich Apenburg des Kirchenkreises Salzwedel im Bischofssprengel Magdeburg der Evangelischen Kirche in Mitteldeutschland.

## Kultur und Sehenswürdigkeiten

### Kirche
- Die Feldsteinkirche Baars ist ein mittelalterlicher Bau (15. Jahrhundert) mit einer Holzdecke[17] Sie ist eine Filialkirche von Winterfeld und wurde als schlichter Rechtecksaal aus Feldstein- und Backsteinmauerwerk erbaut. Der Stipes wird als bauzeitlich angesehen. Das Gestühl wurde um 1700 datiert. Mehrere mittelalterliche Schnitzfiguren (Madonna, Bischof, Pietà) sind erhalten, letztere in Winterfeld. Vermutlich infolge mangelnder Fundamentierung zeigt das Mauerwerk Spuren nachträglicher Ausbesserungen und Stützpfeiler.[18]